# Надиквари
Надиквари (груз. ნადიკვარი) — село в Грузии, в муниципалитете Телави края Кахетия. 

## География
Село расположено в западной части края, в 14 километрах по прямой к юго-западу от центра муниципалитета Телави.

## Население
По данным переписи населения 2014 года, в селе проживало 69 человек.